# Benjamin Angoua
Benjamin ("Brou") Angoua Bory (Anyama, 28 november 1986) is een Ivoriaanse voetballer die bij voorkeur als centrale verdediger speelt. Hij verruilde in juli 2014 Valenciennes FC voor EA Guingamp. Bory debuteerde in 2008 in het Ivoriaans voetbalelftal.